# Bách Khoa (phường)
Bách Khoa là một phường thuộc quận Hai Bà Trưng, thành phố Hà Nội, Việt Nam.

## Địa lý
Phường Bách Khoa có vị trí địa lý: 
- Phía đông giáp các phường Cầu Dền và Bạch Mai
- Phía tây giáp quận Đống Đa
- Phía nam giáp phường Đồng Tâm
- Phía bắc giáp phường Lê Đại Hành.

Phường Bách Khoa có diện tích 0,53 km², dân số năm 2022 là 9.994 người, mật độ dân số đạt 18.856 người/km².

## Xã hội
Phường Bách Khoa là khu vực tập trung nhiều cơ quan, trường học, doanh nghiệp lớn của quận Hai Bà Trưng như: Đại học Bách khoa Hà Nội, Trường Đại học Mở Hà Nội, Trường cao đẳng nghề Bách khoa Hà Nội, Chợ Bách Khoa, trường tiểu học Lê Văn Tám, trường THCS Ngô Gia Tự.

## Giao thông
Các tuyến đường chính của phường Bách Khoa, quận Hai Bà Trưng như: Đại Cồ Việt, Giải Phóng, Trần Đại Nghĩa, Tạ Quang Bửu, Lê Thanh Nghị, Nguyễn Hiền.